# Lađevac (Okučani)
Lađevac is een plaats in de gemeente Okučani in de Kroatische provincie Brod-Posavina. De plaats telt 336 inwoners (2001).